# Joseph Xaupi
Joseph Xaupi i Maris (Perpignano, 6 marzo 1688 – Parigi, 7 dicembre 1778) è stato un abate, scrittore e letterato francese.

## Biografia
Joseph Xaupi era figlio di François Xaupi, medico divenuto cittadino onorario di Perpignano nel 1699, e di Catherine Maris. Il nonno paterno dell'abate Xaupi, Joseph, che aveva pretese nobiliari, considerò questa unione una mésalliance e cercò invano di opporsi.
La sua famiglia era benestante e ben inserita nella buona società del Rossiglione e di Parigi.
Suo padre ereditò una serie di proprietà sia a Perpignano che ad Estagel, dove si trova il "Castello di Jau", in realtà un vecchio fienile appartenente all'Abbazia di Sainte-Marie de Jau. In possesso di questo “pseudo-feudo” acquisito dal trisnonno Miquel, di professione paggio (proprietario e agricoltore), la famiglia Xaupi si è fregiata del titolo usurpato di “Barone di Jau” per diverse generazioni.
Come suo fratello Bonaventure, parroco controverso di Saint-Laurent de Cerdans al centro di un affaire nel 1716, pure Joseph iniziò i suoi studi presso il Seminario di san Sulpizio. Acquisì in seguito il titolo di dottore in teologia alla Sorbona nel 1705.
Poco dopo fu nominato abate dell'abbazia di Sainte-Marie de Jau, che all'epoca produceva una rendita annuale tra le settecento e le seicento livres, anche se non era ancora stato ordinato sacerdote.
Nel 1724 ottenne un brevetto reale per la copertura del primo posto vacante nel Capitolo della Cattedrale di san Giovanni Battista a Perpignano. Questo favore del re ledeva le prerogative del clero locale, che cercò quindi di opporsi. In questa controversia, Xaupi mostrò un'ostinazione fuori dal comune, che avrebbe poi dimostrato nella vicenda della nobiltà degli onorati borghesi della città del Rossiglione.
L'abate Xaupi sostenne fino all'ultimo la causa degli onorati borghesi nel conflitto che li oppose alla nobiltà di Rossiglione dal 1738 al 1789, rappresentata e difesa da un'altra forte figura locale, il decano della Facoltà di Giurisprudenza di Perpignano e presidente dell'Ordine degli Avvocati, François de Fossa. Attraverso di loro, le due parti si scambiarono numerose memorie, alle quali diedero grande risalto. Tra le opere dell'abate si ricordano in genere le Recherches Historiques sur la Noblesse des Citoyens Honorés de Perpignan et de Barcelone, pubblicate a Parigi nel 1763. Ma fu anche autore di numerose altre pubblicazioni. In particolare, fu il principale autore di un grande volume stampato a Perpignan nel 1742, che in seguito rinnegò.
Decano della Facoltà di Teologia di Parigi nel 1724, l'abate Xaupi fu anche uno dei beaux esprits del suo tempo, tanto da essere membro e cooperatore della cosiddetta “Paroisse” di Marie Anne Doublet de Persan, figlia del fermier général François Legendre.
Aveva lavorato molto alle nouvelles à la main, che costituirono la base delle Memorie segrete di Bachaumont, le quali riportano che “come molti dei suoi confratelli, [Xaupi] credeva poco in ciò che insegnava, ma era obbligato a mantenere le apparenze; si era schierato con il giansenismo, e aveva avuto liti molto vivaci con il suo ordine, tanto che lo avevano fatto bandire dalle sue assemblee”. Brissot de Warville disse di lui: “il vecchio abate Xaupi, uomo di spirito che non credeva in nulla, era diventato giansenista per diventare qualcuno”.
Mentre stava viaggiando in carrozza cadde e si ruppe la coscia, morendo di conseguenza a 90 anni, nel 1778.

## Opere
- Oraison funèbre de Louis XIV (1746, in-4°) ;
- Dissertation sur l’Église de St. André (Bordeaux, 1751, in-4°)
- Dissertation sur le prétendu épiscopat de Gabriel de Grammont en 1629
- Requête au roi et mémoire des citoyens nobles de la très fidèles ville de Perpignan. Pour prouver qu'ils sont et ont toujours été membre du corps de la noblesse. Perpignano, Jean-Baptiste Reynier, 1742, in-folio.
- Recherches historiques sur la noblesse des citoyens honorés de Perpignan et de Barcelone, (1763, in-12).